# چچم مسکر

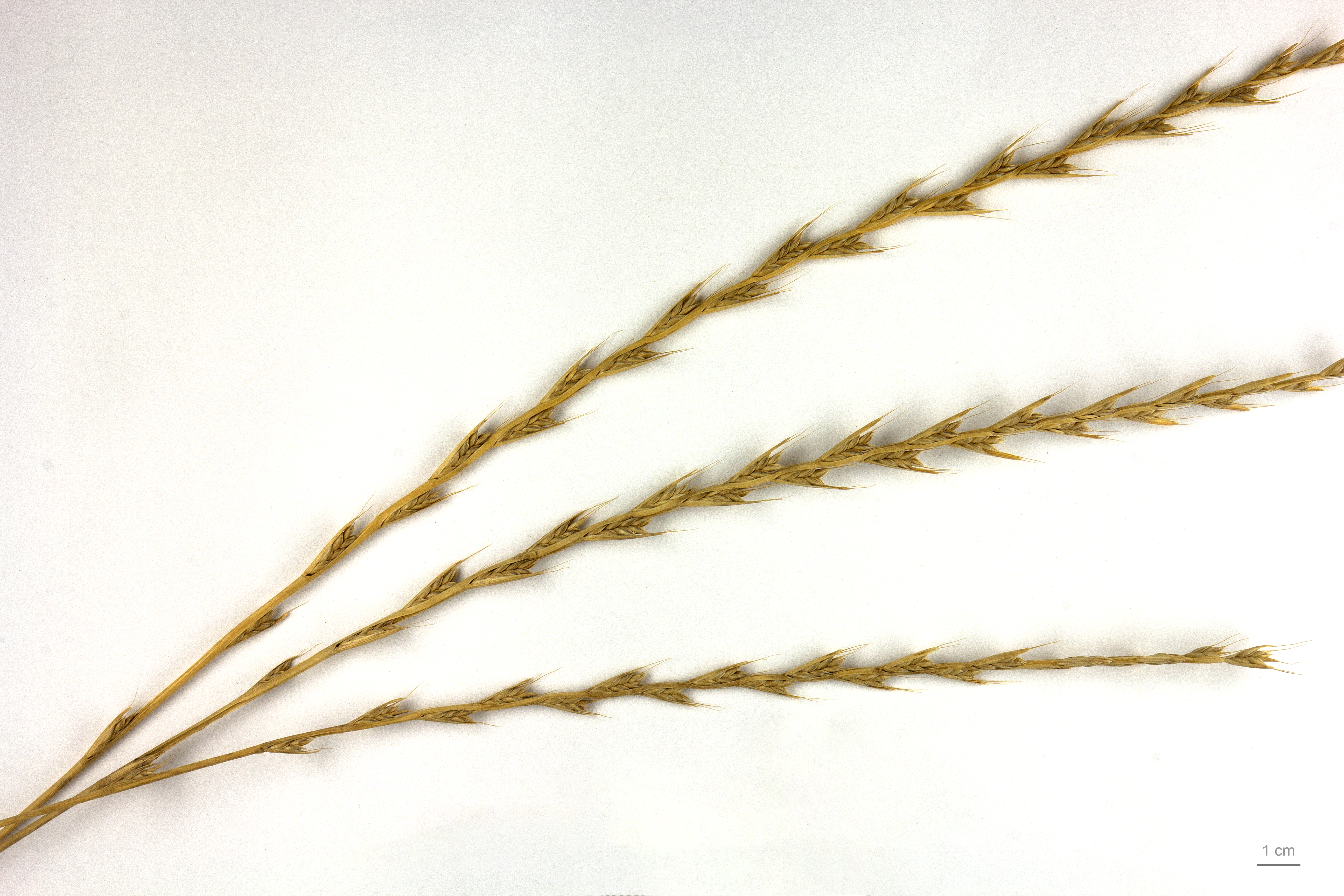
Lolium temulentum

چچم یا گیج‌دانه، گیاهی علفی است از خانواده Poaceae و سرده Lolium. ساقه این گیاه می‌تواند تا ۱ متر رشد کند. شیوه کاشت این گیاه شبیه به گندم است. این شباهت در حدی است که در بعضی مناطق آن را به عنوان گندم می‌شناسند.